# Olisbeoideae
Die Olisbeoideae sind eine Unterfamilie in der Pflanzenfamilie der Schwarzmundgewächse (Melastomataceae) innerhalb der Ordnung der Myrtenartigen (Myrtales).
Die Verbreitung ist pantropisch.

## Beschreibung
Es handelt sich um Bäume und Sträucher. Die gestielten, einfachen Laubblätter sind wie bei den meisten anderen Myrtenartigen gegenständig angeordnet. Die Stomata sind paracytisch.
Die zwittrigen, kleinen meist blauen Blüten sind radiärsymmetrisch bis etwas zygomorph und vier- bis fünfzählig. Es sind gleich viele Kelch- und Kronblätter vorhanden. Es sind meist doppelt so viele (vier bis fünf, acht oder zehn) freie Staubblätter wie Kronblätter vorhanden. Die meist vier bis fünf (drei bis 14) Fruchtblätter sind zu einem unterständigen Fruchtknoten verwachsenen. Die Bestäubung erfolgt meist durch Insekten (Entomophilie).
Es werden ein- bis fünfsamige Beeren gebildet.

## Systematik
Die Unterfamilie Olisbeoideae gehört heute wieder zur Familie Melastomataceae Juss. Synonyme für Olisbeoideae Burnett sind: Memecylaceae DC., Mouririaceae Gardner, Memecyloideae Meisn. Der Name Memecyloideae Meisn. wurde in Pl. Vasc. Gen., Tab. Diagn. 111, Comm. 79 im April 1838, aber der Name Olisbeoideae Burnett wurde in Outl. Bot., S. 725 im Juni 1835 veröffentlicht – nach den Regeln des Internationalen Code der Botanischen Nomenklatur (ICBN) ist der am frühesten veröffentlichte Name gültig.
Die Unterfamilie Olisbeoideae enthält etwa sechs bis sieben Gattungen mit etwa 435 Arten:
- Lijndenia Zoll. & Moritzi: Mit etwa 16 Arten in Afrika, Madagaskar, Süd- und Südostasien.[2]
- Memecylon L. (Scutula Lour., Valikaha Adans.): Mit etwa 300 bis 400 Arten die nur in der Strauchschicht in Regenwäldern der Paläotropis gedeihen, darunter:
  - Memecylon edule Roxb.: Dieser immergrüne, große Strauch oder Baum wird auch Eisenholzbaum genannt. Die nur etwa 1 cm großen erst von grün nach gelb färbenden, dann roten, bei Reife schwarzen Früchte sind essbar.
- Mouriri Aubl. (Aulacocarpus O.Berg, Mouriria Juss., orth. var., Olisbaea Hook.f., orth. var., Olisbea DC.): Mit etwa 85 Arten, die in Nord- und Südamerika vorkommen.[2]
- Pternandra Jack (Apteuxis Griff., Ewyckia Blume, Kibbesia Walp., orth. var., Kibessia DC., Macroplacis Blume, Rectomitra Blume): Mit etwa 17 Arten, die im tropischen Asien und Australien vorkommen.[2]
- Spathandra Guill. & Perr.: Mit nur einer Art:
  - Spathandra blakeoides (G.Don) Jacq.-Fél.: Sie kommt in Afrika vor.[2]
- Votomita Aubl. (Coryphadenia Morley, Glossoma Schreb., Meliandra Ducke): Mit etwa 10 Arten, die im Kuba, Panama und in Südamerika vorkommen.[2]
- Warneckea Gilg (Inklusive Klaineastrum Pierre ex A.Chev.): Mit etwa 49 Arten, die in Afrika und in Madagaskar vorkommen.[2]

## Bilder

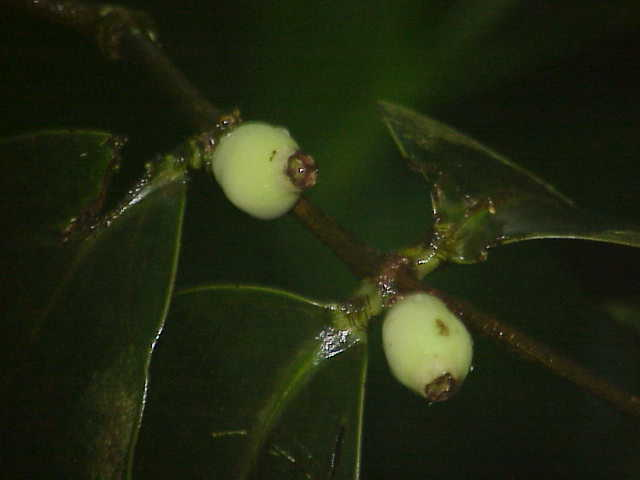
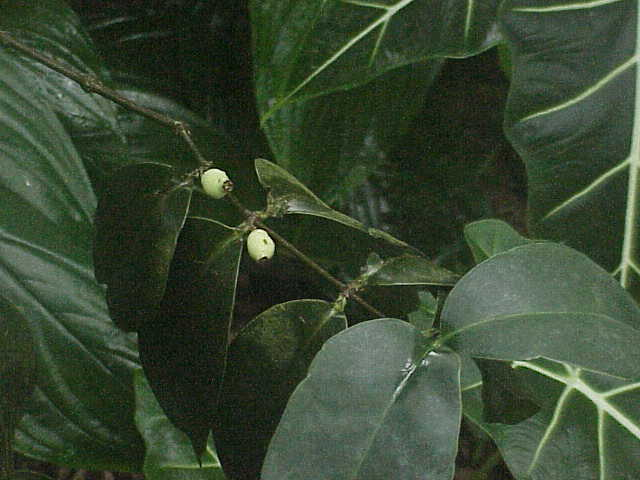

Memecylon floribundum: